# Route A515
La route A515 est une route située dans les Midlands, en Angleterre. Elle relie les villes de Lichfield, dans le Staffordshire, et Buxton, dans le Derbyshire, en traversant le sud du parc national du Peak District.

## Parcours
La route A515 se détache de la route A51 (en) au nord-ouest de Lichfield, dans le Staffordshire. Elle traverse les villages de Kings Bromley et Yoxall, puis franchit la Dove qui sépare le Staffordshire du Derbyshire. Elle se confond brièvement avec la route A50 (en) au nord du village de Sudbury.
Dans le Derbyshire, la route A515 longe le village de Clifton avant de traverser la ville d'Ashbourne. Elle passe encore par plusieurs villages, dont Fenny Bentley, avant de se terminer à Buxton où elle rejoint la route A53 (en).

## Histoire
La partie la plus septentrionale de la route A515 suit le tracé de The Street, une voie romaine reliant Aqua Arnemetiae (en), l'actuelle Buxton, à Lutudarum (en), probablement l'actuelle Wirksworth.